# Olympische Winterspiele 1956/Teilnehmer (Finnland)
| Gelbes Symbol für Goldmedaillen mit stilisierten Olympischen Ringen | Graues Symbol für Silbermedaillen mit stilisierten Olympischen Ringen | Braundes Symbol für Bronzemedaillen mit stilisierten Olympischen Ringen |
| ------------------------------------------------------------------- | --------------------------------------------------------------------- | ----------------------------------------------------------------------- |
| 3                                                                   | 3                                                                     | 1                                                                       |

Finnland nahm an den VII. Olympischen Winterspielen 1956 in der italienischen Gemeinde Cortina d’Ampezzo mit einer Delegation von 31 Athleten in sechs Disziplinen teil, davon 27 Männer und 4 Frauen. Mit drei Gold-, drei Silber- und einer Bronzemedaille war Schweden die drittbeste Nation bei den Spielen.
Fahnenträger bei der Eröffnungsfeier war der Skispringer Antti Hyvärinen.

## Teilnehmer nach Sportarten

### Eiskunstlauf
Männer
- Kalle Tuulos
15. Platz (124,5)

### Eisschnelllauf
Männer
- Matti Hamberg
500 m: 9. Platz (42,2 s)
1500 m: 18. Platz (2:14,8 min)
5000 m: 32. Platz (8:28,1 min)

- Juhani Järvinen
500 m: 9. Platz (42,2 s)
1500 m: 4. Platz (2:09,7 min)
5000 m: 20. Platz (8:13,7 min)
10.000 m: 12. Platz (17:05,9 min)

- Toivo Salonen
500 m: 5. Platz (41,7 s)
1500 m: Bronze  (2:09,4 min)
10.000 m: 24. Platz (17:37,6 min)

- Yrjö Uimonen
500 m: 13. Platz (42,5 s)

- Leo Tynkkynen
1500 m: 26. Platz (2:16,2 min)
5000 m: 25. Platz (8:19,9 min)

- Kauko Salomaa
5000 m: 21. Platz (8:14,3 min)
10.000 m: 17. Platz (17:19,0 min)

### Nordische Kombination
- Esko Jussila
Einzel (Normalschanze / 15 km): 25. Platz (409,500)

- Paavo Korhonen
Einzel (Normalschanze / 15 km): 4. Platz (435,597)

- Eeti Nieminen
Einzel (Normalschanze / 15 km): 9. Platz (430,400)

### Ski Alpin
Männer
- Pentti Alonen
Abfahrt: disqualifiziert
Riesenslalom: 42. Platz (3:35,0 min)
Slalom: disqualifiziert

- Kalevi Häkkinen
Abfahrt: 23. Platz (3:29,2 min)
Riesenslalom: 43. Platz (3:36,9 min)
Slalom: 40. Platz (4:19,2 min)

### Skilanglauf
Männer
- Veikko Hakulinen
15 km: 4. Platz (50:31 min)
30 km: Gold  (1:44:06 h)
50 km: Silber  (2:51:45 h)
4 × 10 km Staffel: Silber  (2:16:31 h)

- Veikko Räsänen
15 km: 14. Platz (52:35 min)

- Arto Tiainen
15 km: 26. Platz (54:11 min)

- Arvo Viitanen
15 km: 9. Platz (51:10 min)
4 × 10 km Staffel: Silber  (2:16:31 h)

- Kalevi Hämäläinen
30 km: 20. Platz (1:51:38 h)

- August Kiuru
30 km: 21. Platz (1:51:56 h)
4 × 10 km Staffel: Silber  (2:16:31 h)

- Olavi Latsa
30 km: 9. Platz (1:47:30 h)

- Eero Kolehmainen
50 km: 4. Platz (2:56:17 h)

- Veini Kontinen
50 km: 9. Platz (3:06:15 h)

- Antti Sivonen
50 km: 8. Platz (3:04:16 h)

- Jorma Kortelainen
4 × 10 km Staffel: Silber  (2:16:31 h)

Frauen
- Mirja Hietamies
10 km: 6. Platz (40:18 min)
3 × 5 km Staffel: Gold  (1:09:01 h)

- Sanna Kiero
10 km: 12. Platz (40:52 min)

- Sirkka Polkunen
10 km: 8. Platz (40:25 min)
3 × 5 km Staffel: Gold  (1:09:01 h)

- Siiri Rantanen
10 km: 5. Platz (39:40 min)
3 × 5 km Staffel: Gold  (1:09:01 h)

### Skispringen
- Antti Hyvärinen
Normalschanze: Gold  (227,0)

- Aulis Kallakorpi
Normalschanze: Silber  (225,0)

- Eino Kirjonen
Normalschanze: 7. Platz (219,0)

- Hemmo Silvennoinen
Normalschanze: 10. Platz (207,5)